# 富士宮入院患者刺殺事件
富士宮入院患者刺殺事件は、2023年9月27日に静岡県富士宮市の病院で起きた殺人・無理心中事件。73歳の男が自身の妻と長女を刺殺し、その後自らも刺して自殺した。入院治療の長期化が原因と考えられている。

## 概要
2023年9月27日14時20分頃、富士宮市の富士脳障害研究所附属病院の職員から「入院患者が刺された」と110番通報があった。静岡県警が駆け付けると、40歳の女性とその母の72歳の女性がそれぞれの病室で刺されていて、いずれも死亡が確認された。その後、犯行を行った73歳の男は妻のそばで自らを刺している状態で発見され、死亡が確認された。3人はいずれも富士市在住で、男の妻は脳出血で半年ほど、長女は25歳の若さで脳の病で倒れ他病院も含め16年事件があった病院に長期にわたり入院していた。特に妻が入院して以降男の様子が暗くなりこもりがちになったことなどから、家族の入院の長期化が男の心労になり事件の要因の一つとなったと考えられている。男の自宅からは遺書も発見された。
その後翌2024年6月11日に男は書類送検されたが、被疑者死亡のため不起訴処分となる見通し。